# Suddivisioni della Bosnia ed Erzegovina

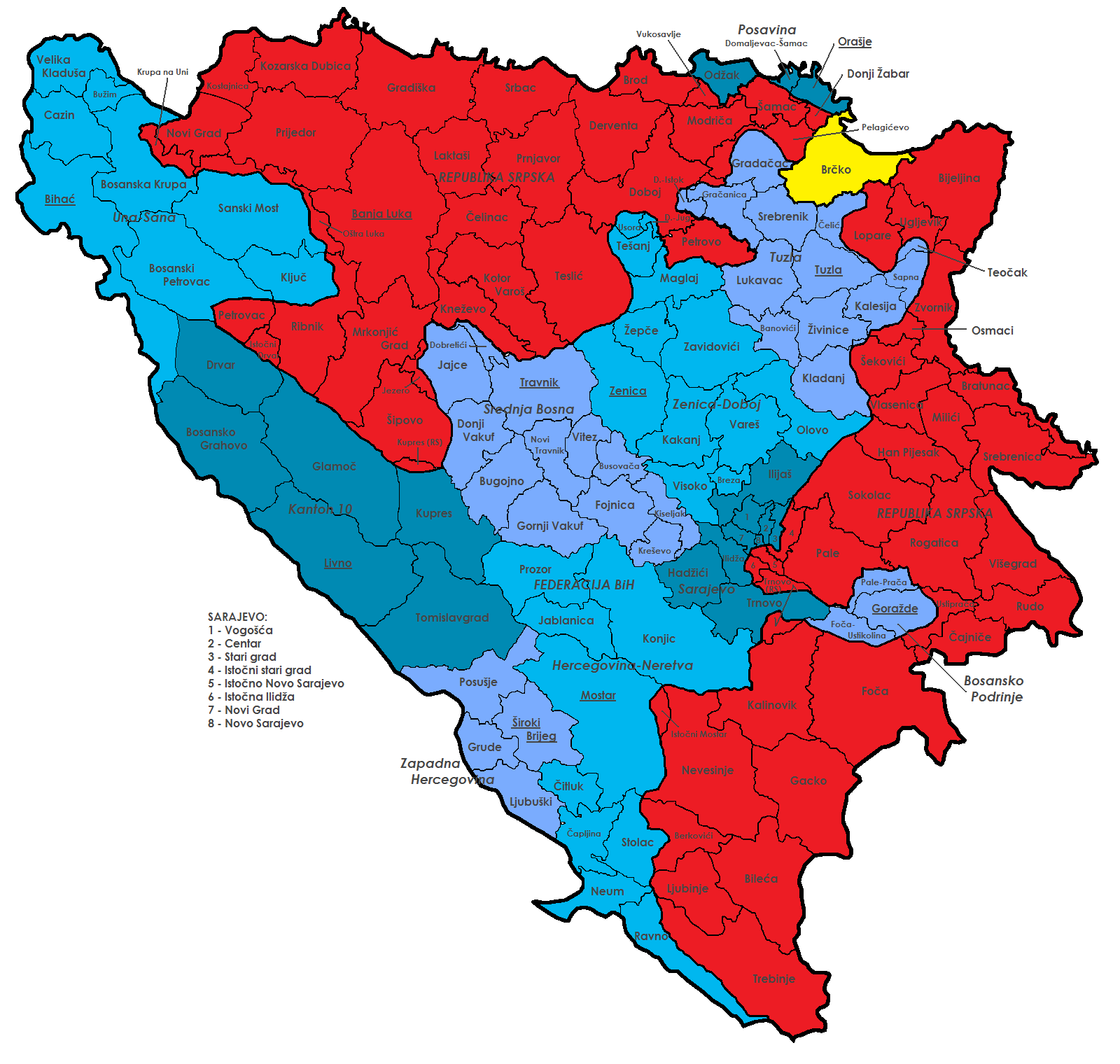
Divisioni politico-amministrative in Bosnia ed Erzegovina: in rosso il territorio della Repubblica Serba di Bosnia ed Erzegovina, in giallo il Distretto di Brčko, in azzurro e nelle sue varie tonalità il territorio della Federazione di Bosnia ed Erzegovina con i suoi cantoni.

A seguito degli Accordi di Dayton, la Bosnia ed Erzegovina è divisa in due entità:
- la Federazione di Bosnia ed Erzegovina (Federacija Bosne i Hercegovine)
- la Repubblica Serba di Bosnia ed Erzegovina (Republika Srpska)

A queste si aggiunge il Distretto di Brčko (Brčko Distrikt) considerato parte di entrambe le entità.
La Federazione di Bosnia ed Erzegovina e la Repubblica Serba di Bosnia ed Erzegovina occupano ciascuna poco meno della metà del territorio della nazione esercitando una completa sovranità sulle rispettive aree. Sia la Federazione che la Repubblica Serba hanno una propria capitale, bandiera, stemma, presidente, parlamento, polizia, dogana e sistema postale.
Le due entità sono separate dalla cosiddetta Linea di Confine Inter-Entità (in inglese IEBL, Inter-Entity Boundary Line), che non è legata a peculiarità naturali, ma fu stabilita all'interno degli accordi stipulati tra le parti belligeranti ed è basata sull'appartenenza etnico-culturale delle popolazioni dei diversi distretti. I confini interni tra la Federazione e la Repubblica Serba sono amministrativi e non hanno frontiere fisiche.
La città di Brčko, nella Bosnia nord-orientale, rappresenta un distretto amministrativo autonomo, appartenente sia alla Federazione che alla Repubblica Serba e mantenuto sotto la supervisione internazionale.
La Federazione di Bosnia ed Erzegovina (Federacija Bosne i Hercegovine, FBiH) è divisa in dieci cantoni (kanton in bosniaco, županija in croato) a loro volta suddivisi nelle varie municipalità (comuni; Sarajevo, Mostar, Zenica, Tuzla, Bihać e Široki Brijeg hanno titolo di città). Cinque cantoni sono bosniaci, tre sono croati, due sono multietnici e possiedono legislazioni locali atte a tutelare entrambi i gruppi etnici-culturali. 
I 10 cantoni raggruppano 79 municipalità:
- Una-Sana (bosgnacco)
- Posavina (croato)
- Tuzla (bosgnacco)
- Zenica-Doboj (bosgnacco)
- Podrinje Bosniaco (bosgnacco)
- Bosnia Centrale (multietnico, in prevalenza bosgnacco)
- Erzegovina-Narenta (multietnico, in prevalenza croato)
- Erzegovina Occidentale (croato)
- Sarajevo (bosgnacco)
- Livno (croato)

La Repubblica Serba è composta da 7 regioni che raggruppano le 63 municipalità:
- Banja Luka
- Bijeljina
- Doboj
- Foča
- Sarajevo-Romanija o Sokolac
- Trebigne
- Vlasenica